# Hans Lasko
Hans Lasko (eigentlich Laskowski; * 4. März 1900 in Trakies; † 8. Dezember 1979 in Jena) war ein deutscher Maler und Grafiker.

## Leben und Werk
Lasko war der Sohn eines Försters. Er besuchte in Insterburg das Realgymnasium und studierte von 1920 bis 1925 an der Kunstakademie Königsberg. Danach hatte er ein kleines Atelier in Berlin und verdiente seinen Lebensunterhalt vor allem mit Pressezeichnungen. Der Durchbruch kam über den Kontakt zum Berliner Galeristen Martin Wasservogel. Als Lasko 1928 auf der Ausstellung „Ostpreußische Maler“ in der Kunstkammer Martin Wasservogel vertreten war, wurden maßgebliche Berliner Kunstkritiker auf ihn aufmerksam, so Paul Ferdinand Schmidt (Vorwärts, 11. Oktober 1929) und Max Osborn (Vossische Zeitung, 5. Oktober 1929). Franz Servaes schrieb in „Der Tag“ vom 6. Oktober 1929: „Ein neuer impressionistischer Maler tritt an!“ Adolph Donath urteilte in der „B.Z. am Mittag“ vom 24. September 1929: „Eine neue Entdeckung! … von großer Begabung und grundsätzlicher Schulung, der mit seltsamer Frische des natürlichen Empfindens der Erscheinungswelt gegenübertritt.“ Lothar Brieger am 09.1929 im Berliner Tageblatt: „Er nahm seinen Pastellkasten nach Paris mit und hantierte dort mit den Farbstiften, als wäre er schon ganz Ury. … auch im Stilleben … beweist er sein starkes Gefühl für das Koloristische.“ Von 1925 bis 1931 war Lasko Meisterschüler von Artur Degner an der Berliner Hochschule für bildende Künste.
Danach lebte er bis 1938  als freischaffender Künstler wieder in seiner ostpreußischen Heimat. Dort gehörte er zu einem Kreis junger Künstler, u. a. Eduard Bischoff, Otto Drengwitz und Joe Westerhoff, der sich 1937 in Insterburg etabliert hatte. Längere Malerfahrten und Studienaufenthalte führten ihn nach Paris und Südfrankreich. In der Zeit des Nationalsozialismus war Lasko obligatorisch Mitglied der Reichskammer der bildenden Künste und beteiligte sich an Ausstellungen.
Er nahm als Soldat der Wehrmacht am Zweiten Weltkrieg teil und kam 1946 aus der Kriegsgefangenschaft nach Bad Klosterlausnitz, wo er selbständig als Maler und Grafiker arbeitete. 1950 zog er nach Jena. Dort wurde er einer der bekanntesten Künstler. Als einer der ersten Künstler war er entsprechen den kulturpolitischen Vorgaben zum künstlerischen Arbeiten in Betriebe begangen. So hatte er von 1953 bis 1955 einen „Freundschaftsvertrag“ mit dem Kunstfaserwerk „Wilhelm Pieck“ und leitete er den Einsatz einer Künstlerbrigade in der LPG Schorba und im Kalk- und Phosphatwerk Dorndorf - Steudnitz. Im VEB Carl Zeiss Jena leitete er Zeichenzirkel und von 1960 bis 1980 im Volkshauses in Jena zusammen mit Johannes Cibis (1925–2023) den Mal- und Zeichenzirkel. Ab 1959 war Lasko Dozent an der Arbeiter- und Bauern-Fakultät der Universität Jena, von 1964 bis zu seinem Ableben Universitätszeichenlehrer. Zu seinen Aufgaben gehörten neben der Ausführung künstlerischer Aufträge (u. a. 1978 ein Porträt des jungen Karl Marx; im Bestand der Kunstsammlung der Universität) die Leitung eines volkskünstlerischen Zirkels und die Anleitung der Studenten im Kulturpraktikum.
Lasko identifizierte sich offenbar vorbehaltlos mit der DDR. Neben seiner künstlerischen Tätigkeit betätigte er sich als Verbandsfunktionär des Kulturbunds zur demokratischen Erneuerung Deutschlands und des Verbands Bildender Künstler der DDR und als Abgeordneter. 1976 unterstützte er demonstrativ die Ausbürgerung Wolf Biermanns.

## Werke (Auswahl)
- Die Potsdamer Brücke in Berlin (1931, Pastell)[2]
- Frauen am Brunnen (Öl; 1948 auf der Frühjahrskunstausstellung in Bad Klosterlausnitz)
- Feldarbeiterinnen (Tempera; 1949 auf der Kunstausstellung „Mensch und Arbeit“)
- Der Retter (Linolschnitt, 48 × 37 cm; auf der Vierten Deutschen Kunstausstellung)
- Bau der Camsdorfer Brücke in Jena (1952, Öl)[3][4]

## Zeitschriften-Publikationen Laskos
- Ein Künstler und die Brigade „Junge Sozialisten“. In: Bildende Kunst, Dresden, 1960, S. 126–128

## Ausstellungsbeteiligungen (mutmaßlich unvollständig)
- 1933: Königsberg, Kunsthalle am Wrangelturm („Romantik und Gegenwart in Ostpreußen“)
- 1935: Königsberg, Kunsthalle am Wrangelturm („Ostpreußenkunst 1935. 63. Ausstellung des Kunstvereins Königsberg“)
- 1948: Bad Klosterlausnitz, Halle des Moorbads (Frühjahrskunstausstellung)
- 1949: Dresden, 2. Deutsche Kunstausstellung
- 1949: Berlin („Mensch und Arbeit“)[5]
- 1958: Berlin, Deutsche Akademie der Künste (Jahresausstellung der Akademie)
- 1958/1959: Dresden, Vierte Deutsche Kunstausstellung
- 1969, 1974 und 1979: Gera, Bezirkskunstausstellungen
- 1985: Erfurt, Gelände der Internationalen Gartenbauausstellung („Künstler im Bündnis“)